# Erfurt (Schiff)
Die Erfurt ist eine Korvette der Deutschen Marine der Braunschweig-Klasse. Sie ist die dritte Einheit dieser Klasse. Ein Namensvorgänger war 1958 bis 1972 ein Schiff der Krake-Klasse in der Volksmarine.

## Geschichte

### Erprobung
Die spätere Erfurt wurde am 22. September 2005 bei den Nordseewerken in Emden auf Kiel gelegt. Ihr Stapellauf erfolgte am 29. März 2007 und am 1. April 2007 wurde ihre militärische Fahrmannschaft im Marinestützpunkt Warnemünde in Rostock aufgestellt. Mit Wirkung zum 1. September 2007 verlegte diese ihren Dienstort zu den Nordseewerken, um die weitere Fertigstellung zu begleiten. Nachdem erste grundlegende Erprobungen durch eine zivile Werftbesatzung abgeschlossen waren, übernahm die militärische Fahrmannschaft die nautische Verantwortung für die Erprobungsfahrten der Waffensysteme und Führungsanlagen.
Nachdem an den Getrieben aller Einheiten der Klasse Schäden festgestellt worden waren, unterbrach die Erfurt ihre bis dahin weitgehend erfolgreich verlaufenden Probefahrten am 27. Februar 2009. Die Getriebe wurden im Jahr 2010 bei den Nordseewerken ausgetauscht, dabei wurde auch eine Bugstrahlruderanlage nachgerüstet.
Da im Februar 2011 bei der Korvette Magdeburg Schimmel und Schwitzwasser festgestellt wurde, ging es für die Erfurt abermals in die Werft.

### Indienststellung
In Dienst gestellt wurde die Erfurt, nach mehrjährigen Verspätungen, am 28. Februar 2013 in ihrem Heimathafen, dem Marinestützpunkt Hohe Düne, in Rostock.

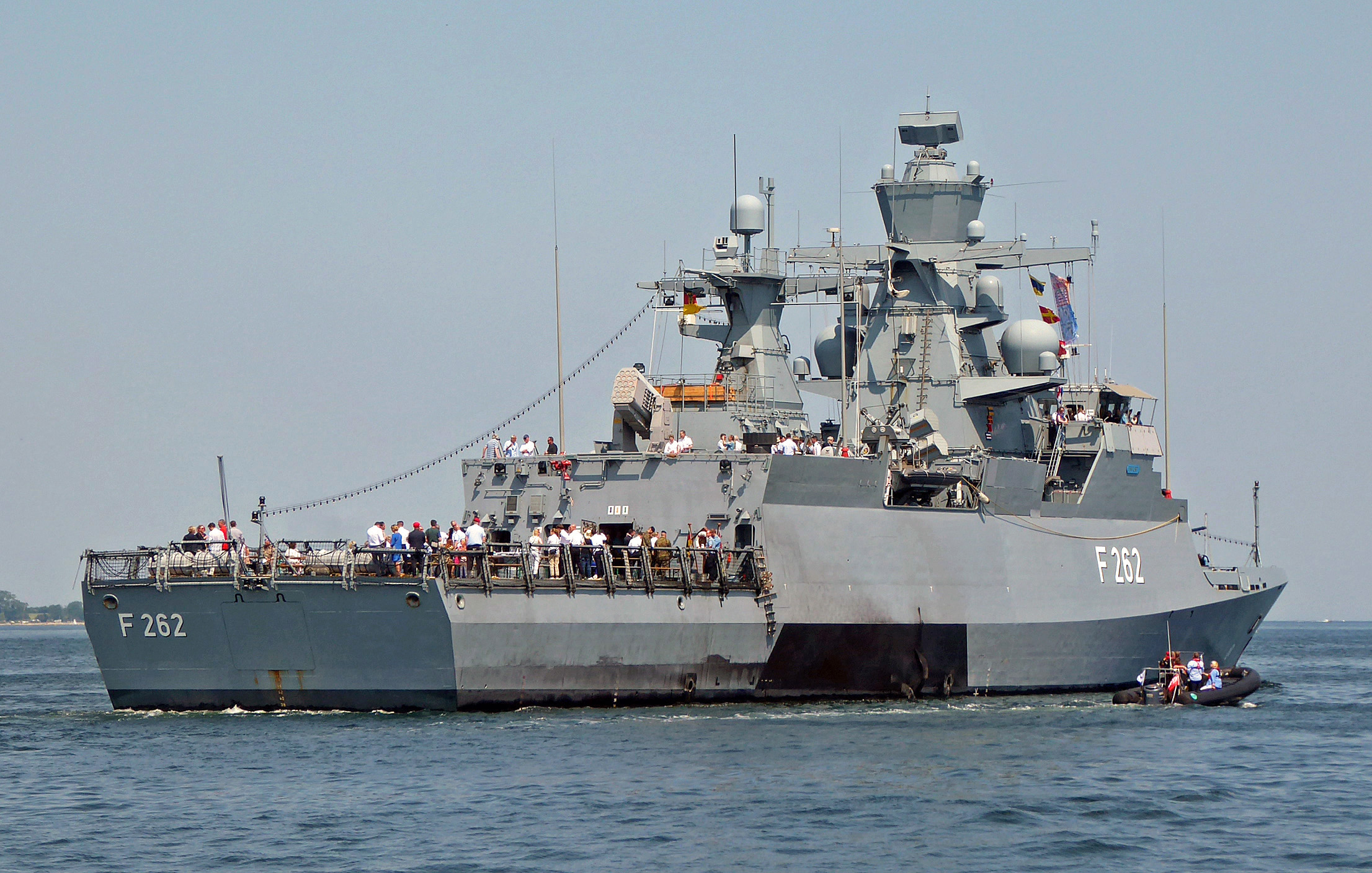
Heckansicht der Erfurt

### Einsätze
- Von 1. Februar bis zum 27. Juli 2015 war die Erfurt für die United Nations Interim Force in Lebanon (UNIFIL) im östlichen Mittelmeer im Einsatz, durchquerte den neuen Sinai-Kanal und beteiligte sich von Ende August 2015 bis Ende März 2016 an der Operation Atalanta am Horn von Afrika. Danach verlegte die Erfurt wieder zu UNIFIL ins östliche Mittelmeer. Hier sollte sie bis Mai 2016 eingesetzt werden. Anfang November 2015 erhielt sie eine Seeversorgung durch das US-Versorgungsschiff USNS Patuxent (T-AO-201). Es fanden in beiden Einsätzen insgesamt vier Besatzungswechsel vor Ort statt.[3] Am 7. Juni 2016 löste die Braunschweig die Erfurt im Hafen von Limassol auf Zypern ab.[4] Nach 510 Tagen im Einsatz lief die Erfurt am 11. Juni wieder in ihren Heimathafen Warnemünde ein. Es wurden in diesem Zeitraum ca. 74.000 Seemeilen zurückgelegt.[5]
- Am Vormittag des 26. Februars 2018 verließ die Erfurt, gefahren von der Besatzung Alpha unter Fregattenkapitän Ronny Bergner ihren Heimathafen Warnemünde, um sich dem Einsatzverband Standing NATO Maritime Group 1 (SNMG 1) anzuschließen. Die Korvette sollte bis Juni 2018 dem Verband angehören und danach am US-Manöver BALTOPS 2018 teilnehmen. Sie musste nach einer Grundberührung bei einem Manöver in der Ostsee allerdings frühzeitig aus dem NATO-Verband gelöst werden und kehrte Anfang Juni in den Heimathafen zurück.[6] Auch ein geplanter Besuch zur Kieler Woche musste abgesagt werden.[7][8]
- Am Vormittag des 26. Februars 2022 verließ die Erfurt den Marinestützpunkt Heppenser Groden, um sich dem Einsatzverband SNMG 1 anzuschließen. Das Schiff soll den Verband während der Verschärfung der Ukraine-Krise verstärken.[9] Ursprünglich hatte die Korvette am 19. Februar 2022, mit der Besatzung Delta unter Fregattenkapitän Axel Burmeister, ihren Heimathafen Warnemünde verlassen, um an der UNIFIL-Mission im östlichen Mittelmeer teilzunehmen.[10]

### Zwischenfälle
Nach der Grundberührung im Juni 2018 kam es im September 2018 im Kieler Hafen erneut zu einer Havarie. Bei einer Kollision mit der Tirpitzmole wurde der Wulstbug der Korvette beschädigt, die Korvette musste zur Schadenserhebung in ihren Heimathafen Warnemünde einlaufen. Eine geplante Teilnahme an einem Manöver in der Ostsee musste abgesagt werden.